# The Veteran
The Veteran è un film del 2011 diretto da Matthew Hope ed interpretato da Toby Kebbell, Brian Cox e Tony Curran.

## Trama
Miller è un veterano dei paratroopers britannici tornato dalla guerra in Afghanistan dopo aver deciso di lasciare l'esercito. 
Vive in uno dei quartieri periferici di Londra in mano alle bande criminali dove cerca di non immischiarsi nei misteriosi traffici che avvengono sotto i suoi occhi.
L'ex-soldato mostra i traumi psicologici che la guerra gli ha lasciato addosso e cerca senza successo di tornare alla vita da civile, finché non viene contattato da agenti governativi dell'antiterrorismo che gli offrono un incarico come mercenario.
Miller scopre di essere usato dagli uomini che l'hanno assoldato, scatenando quindi la sua vendetta.